# Tremulicerus tremulae
Tremulicerus tremulae, auch als Kleine Espen-Winkerzikade bekannt, ist eine Zwergzikade aus der Unterfamilie der Winkerzikaden (Idiocerinae).

## Merkmale
Die Zikaden werden 5–6 mm lang. 
Eine breite dunkle gleichmäßig breite Binde verläuft quer über die Vorderflügel. Diese ist gesäumt von zwei hellen Querbinden, welche weiße Flügeladern aufweisen. Durch diese Musterung ist Tremulicerus tremulae von anderen Zikadenarten leicht zu unterscheiden.
Das Gesicht der Männchen ist weißlich, während es bei den Weibchen kastanienbraun gefärbt ist. Über das Pronotum verläuft in Längsrichtung eine oder auch mehrere weiße Strichzeichnungen.

## Vorkommen
Die Art ist in weiten Teilen Europas vertreten, hauptsächlich in Nordeuropa und in den Alpen.
Auf den Britischen Inseln kommt die Art lokal vor und beschränkt sich dabei auf Südengland und Wales.

## Lebensweise
Tremulicerus tremulae findet man an Espen (Zitterpappeln), an Weiß- und Schwarzpappeln sowie an Birken (Betula). Die Zikaden saugen an Blättern und Stängeln dieser Bäume.
Die Imagines einer Generation fliegen ab Juni / August bis in den November. Die Zikadenart überwintert als Ei.

## Taxonomie
Aus der Literatur sind folgende Synonyme bekannt:
- Cicada tremulae Estlund, 1796

## Etymologie
Die Artbezeichnung tremulae leitet sich vom wissenschaftlichen Namen der Espe (Populus tremula) ab.